# Carlos Salcido
Carlos Arnoldo Salcido Flores (n. 2 aprilie 1980, Ocotlán⁠(d), Jalisco, Mexic) este un fotbalist internațional mexican, care evoluează la clubul Guadalajara și la echipa națională de fotbal a Mexicului.
El a reprezentat Mexicul la două Campionate Mondiale de Fotbal, în 2006 și 2010, și deține recordul la numărul de selecții la naționala Mexicului.

## Palmares

### Club
PSV Eindhoven
- Eredivisie (2): 2006–07, 2007–08
- Johan Cruijff Shield (1): 2008

UANL
- Primera División de México (1): Apertura 2011

### Internațional
Mexic
- CONCACAF Gold Cup (1): 2011
- Jocurile Olimpice de vară (1): 2012

## Statistici de club
Actualizat la 20 august 2012
|         |               |                  | Campionat | Campionat | Cupă     | Cupă     | Cupa Ligii | Cupa Ligii | Continental   | Continental   | Total   | Total  |
| Sezon   | Club          | Campionat        | Meciuri   | Goluri    | Meciuri  | Goluri   | Meciuri    | Goluri     | Meciuri       | Goluri        | Meciuri | Goluri |
| Mexic   | Mexic         | Mexic            | Campionat | Campionat | Cupă     | Cupă     | Cupa Ligii | Cupa Ligii | North America | North America | Total   | Total  |
| ------- | ------------- | ---------------- | --------- | --------- | -------- | -------- | ---------- | ---------- | ------------- | ------------- | ------- | ------ |
| 2001–02 | Guadalajara   | Primera División | 1         | 0         | –        | –        | –          | –          | –             | –             | 1       | 0      |
| 2002–03 | Guadalajara   | Primera División | 0         | 0         | –        | –        | –          | –          | –             | –             | 0       | 0      |
| 2003–04 | Guadalajara   | Primera División | 42        | 1         | –        | –        | –          | –          | –             | –             | 42      | 1      |
| 2004–05 | Guadalajara   | Primera División | 33        | 1         | –        | –        | –          | –          | –             | –             | 33      | 1      |
| 2005–06 | Guadalajara   | Primera División | 29        | 0         | –        | –        | –          | –          | 4             | 0             | 33      | 0      |
| Olanda  | Olanda        | Olanda           | Campionat | Campionat | KNVB Cup | KNVB Cup | Cupa Ligii | Cupa Ligii | Europa        | Europa        | Total   | Total  |
| 2006–07 | PSV Eindhoven | Eredivisie       | 33        | 1         | –        | –        | –          | –          | 9             | 0             | 42      | 1      |
| 2007–08 | PSV Eindhoven | Eredivisie       | 33        | 0         | –        | –        | –          | –          | 12            | 0             | 45      | 0      |
| 2008–09 | PSV Eindhoven | Eredivisie       | 28        | 2         | –        | –        | –          | –          | 6             | 0             | 34      | 2      |
| 2009–10 | PSV Eindhoven | Eredivisie       | 27        | 0         | –        | –        | –          | –          | 9             | 0             | 36      | 0      |
| 2010–11 | PSV Eindhoven | Eredivisie       | 0         | 0         | –        | –        | –          | –          | 0             | 0             | 0       | 0      |
| Anglia  | Anglia        | Anglia           | Campionat | Campionat | FA Cup   | FA Cup   | League Cup | League Cup | Europa        | Europa        | Total   | Total  |
| 2010–11 | Fulham        | Premier League   | 23        | 0         | 2        | 0        | 1          | 0          | –             | –             | 26      | 0      |
| Mexic   | Mexic         | Mexic            | Campionat | Campionat | Cupă     | Cupă     | Cupa Ligii | Cupa Ligii | North America | North America | Total   | Total  |
| 2011–12 | UANL          | Primera División | 37        | 1         | –        | –        | –          | –          | –             | –             | 37      | 1      |
| Total   | Mexic         | Mexic            | 142       | 3         | –        | –        | –          | –          | 4             | 0             | 146     | 3      |
| Total   | Olanda        | Olanda           | 121       | 3         | 0        | 0        | 0          | 0          | 36            | 0             | 157     | 3      |
| Total   | Anglia        | Anglia           | 23        | 0         | 2        | 0        | 1          | 0          | –             | –             | 26      | 0      |
| Total   | Club          | Club             | 286       | 6         | 2        | 0        | 1          | 0          | 40            | 0             | 329     | 6      |

1.^Salcido a fost rezervă în 4 meciuri de Eredivisie și 2 de Europa League.

## Cariera internațională

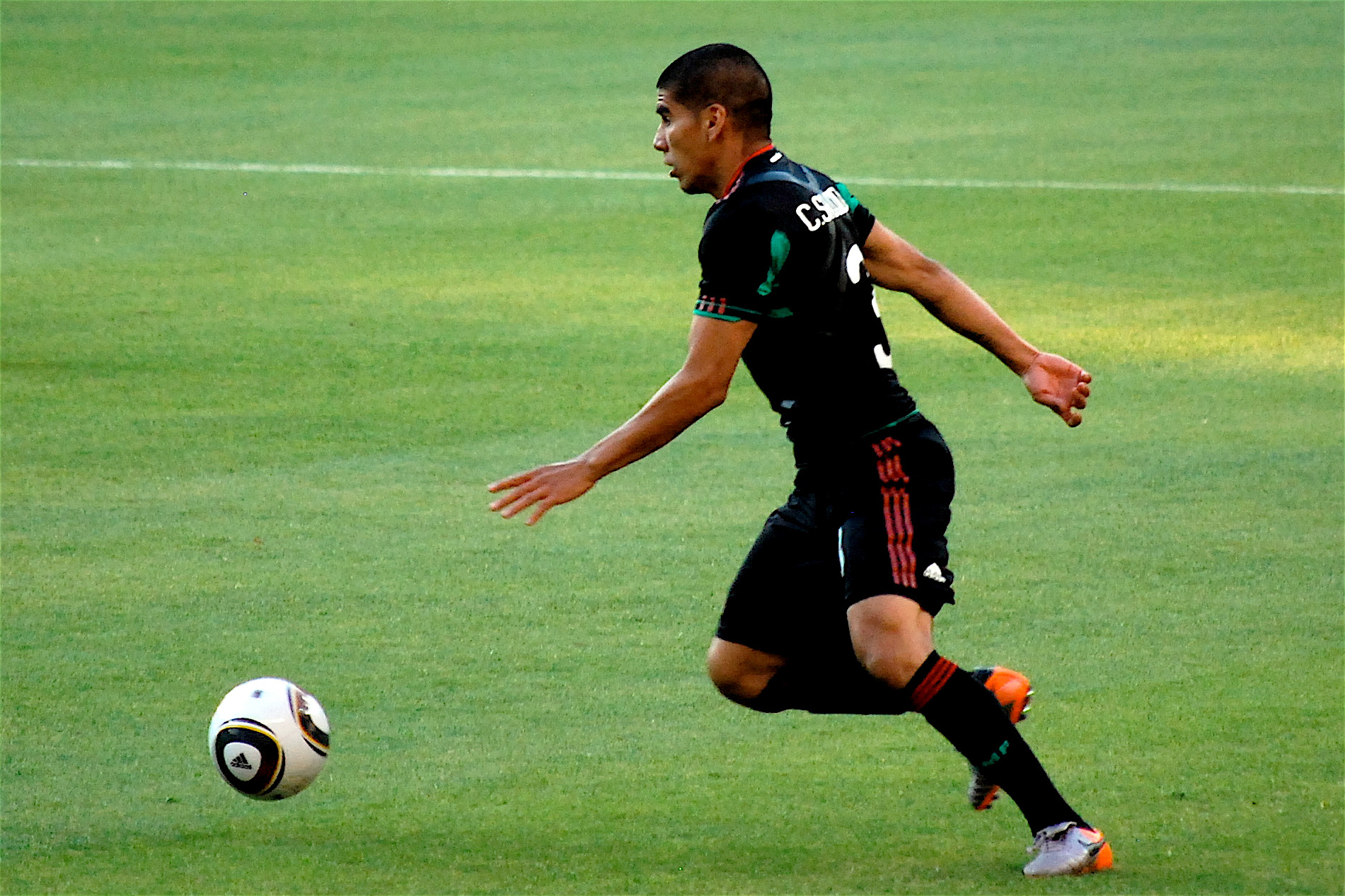
Salcido jucând cu Mexic la Campionatul Mondial de Fotbal 2010

### Goluri internaționale
La 14 iunie 2013
| #   | Data              | Stadion                                                   | Oponent           | Scor | Rezultat     | Competiția                                             |
| --- | ----------------- | --------------------------------------------------------- | ----------------- | ---- | ------------ | ------------------------------------------------------ |
| 1.  | 26 iunie 2005     | AWD-Arena, Hanover, Germania                              | Argentina         | 1–0  | 5–6 (p.s.o.) | Cupa Confederațiilor FIFA 2005                         |
| 2.  | 26 octombrie 2005 | Estadio Jalisco, Guadalajara, Mexic                       | Uruguay           | 1–0  | 3–1          | Meci amical                                            |
| 3.  | 13 iunie 2007     | Reliant Stadium, Houston, United States                   | Panama            | 1–0  | 1–0          | 2007 CONCACAF Gold Cup                                 |
| 4.  | 26 martie 2008    | Craven Cottage, London, England                           | Ghana             | 1–1  | 2–1          | Meci amical                                            |
| 5.  | 15 octombrie 2008 | Commonwealth Stadium, Edmonton, Canada                    | Canada            | 1–1  | 2–2          | Calificările pentru Campionatul Mondial de Fotbal 2010 |
| 6.  | 14 octombrie 2009 | Hasely Crawford Stadium, Port of Spain, Trinidad & Tobago | Trinidad & Tobago | 2–2  | 2–2          | Calificările pentru Campionatul Mondial de Fotbal 2010 |
| 7.  | 11 noiembrie 2011 | Estadio Corregidora, Querétaro, Mexic                     | Serbia            | 1–0  | 2–0          | Meci amical                                            |
| 8.  | 25 ianuarie 2012  | Reliant Stadium, Houston, United States                   | Venezuela         | 1–1  | 3–1          | Meci amical                                            |
| 9.  | 8 iunie 2012      | Estadio Azteca, Mexic City, Mexic                         | Guyana            | 1–0  | 3–1          | Calificările pentru Campionatul Mondial de Fotbal 2014 |
| 10. | 7 septembrie 2012 | Estadio Nacional de Costa Rica, San José, Costa Rica      | Costa Rica        | 1–0  | 2–0          | Calificările pentru Campionatul Mondial de Fotbal 2014 |

### Internațional
La 14 iunie 2013
| Echipa | An    | Meciuri | Goluri |
| ------ | ----- | ------- | ------ |
| Mexic  | 2004  | 5       | 0      |
| Mexic  | 2005  | 22      | 2      |
| Mexic  | 2006  | 9       | 0      |
| Mexic  | 2007  | 13      | 1      |
| Mexic  | 2008  | 11      | 2      |
| Mexic  | 2009  | 8       | 1      |
| Mexic  | 2010  | 13      | 0      |
| Mexic  | 2011  | 15      | 1      |
| Mexic  | 2012  | 9       | 3      |
| Mexic  | 2013  | 11      | 0      |
| Total  | Total | 116     | 10     |